# 薄唇鮻
薄唇鮻為輻鰭魚綱鯔形目鯔科的其中一種，分布於東大西洋區，從挪威至摩洛哥，包括地中海及黑海海域，棲息在沿岸海域、河口、潟湖，體長可達70公分，以藻類、有機碎屑、浮游生物等為食，可做為食用魚、觀賞魚及遊釣魚。

## 擴展閱讀
維基物種上的相關：薄唇鮻